# Ferdinando Valencia
Ferdinando Martínez Valencia (1979. január 18. –) mexikói színész, énekes és modell.

## Élete és pályafutása
1982. április 15-én született Mexikóban, két lány és egy fiútestvére van.
2006-ban kezdte karrierjét, José Alberto Castro producernek köszönhetően. 2008-ban megkapta élete első gonosz szerepét az En nombre del amor (A szerelem nevében). 2011-ben részt vett a La fuerza del destino (A végzet hatalma) című telenovellában, mint Saúl Mondragon. 2012-ben a Por ella soy Eva című sorozatot forgatta.

## Filmográfia

### Telenovellák
- Simplemente María (2015) .... Cristóbal Cervantes Núñez
- Que te perdone Dios (2015) .... Diego Muñoz
- Lo que la vida me robó (Szerelem zálogba) (2013) .... Adolfo "Adolfito", "Fofito" Argüelles Beltrán "El Alacrán"
- Mentir para vivir (2013) .... Alberto 'Berto' Martin Acosta
- Por ella soy Eva (2012) .... Luis Renato Caballero Camargo
- La fuerza del destino (A végzet hatalma)(2011) .... Saúl Mondragón Domínguez
- Cuando me enamoro (Időtlen szerelem) (2010) .... José María "Chema" Casillas
- Hasta que el dinero nos separe (2010) .... El Rizos
- Camaleones (2009-2010) .... Patricio Calderón
- En nombre del amor (A szerelem nevében) (2008-2009) .... Germán Altamirano
- Tormenta en el Paraíso (2007) .... Lisandro Bravo
- Código postal (2006) .... Guillermo de Alba Fernández

### Sorozatok
- Locas de amor (2009)

## Diszkográfia
- Camaleones